# Kötz
Kötz è un comune tedesco di 3 199 abitanti, situato nel land della Baviera.